# PER2
PER2 és una proteïna dels mamífers codificada pel gen PER2. PER2 es destaca pel seu paper principal en els ritmes circadians.

## Descobriment
El per gen es va descobrir per primera vegada utilitzant la genètica avançada a Drosophilla melanogaster el 1971. El Per2 de mamífers va ser descobert el 1997 mitjançant una recerca de seqüències d'ADNc homòlogues a PER1. És més semblant a la Drosophila que als seus paralogs. Experiments posteriors també van identificar Per2 en humans.

## Funció
PER2 és un membre de la família de gens del període i s'expressa en un patró circadià al nucli supraquiasmàtic, el marcapassos circadià primari del cervell dels mamífers. Els gens d'aquesta família codifiquen components del rellotge circadià, que regula els ritmes diaris de l'activitat locomotora, el metabolisme i el comportament. Expressió circadiana d'aquests gens i les seves proteïnes codificades al nucli supraquiasmàtic. El PER2 humà està implicat en el trastorn del son humà i la formació de càncer. La disminució de l'expressió de PER2 és freqüent en moltes cèl·lules tumorals del cos, cosa que suggereix que PER2 és integral per al funcionament adequat i la disminució dels nivells afavoreix la progressió del tumor.
PER2 conté elements de resposta a glucocorticoides (GRE) i un GRE dins del gen del rellotge central PER2 està ocupat contínuament durant l'expressió rítmica i és essencial per a la regulació de glucocorticoides de PER2 in vivo. Els ratolins amb una supressió genòmica que abasta aquest GRE expressaven nivells elevats de leptina i estaven protegits de la intolerància a la glucosa i la resistència a la insulina amb el tractament amb glucocorticoides, però no del malbaratament muscular. PER2 és un component integral d'una determinada via reguladora dels glucocorticoides i que la regulació dels glucocorticoides del rellotge perifèric cal selectivament per a algunes accions dels glucocorticoides.
L'expressió de PER2 en ratolins augmenta amb l'exposició a 13.000 lúmens de llum diürna intensa, com ara Sunshine, mentre es redueixen els nivells de troponina en quantitats oposades iguals. PER2 al seu torn millora la glucòlisi eficient en oxigen i, per tant, proporciona cardioprotecció contra la isquèmia. Per tant, s'especula que la llum forta pot reduir el risc d'atacs cardíacs i disminuir el dany després de patir-ne un. A més, PER2 té funcions protectores en malalties hepàtiques, ja que antagonitza la replicació viral de l'hepatitis C.
Els ratolins eliminatoris per 2 experimenten un període de funcionament lliure d'unes 21,8 hores, en comparació amb el període normal de funcionament lliure del ratolí de 23,3 hores. Alguns dels ratolins eliminadors de Per2 també poden tornar-se arrítmics en condicions de llum constant. També s'ha demostrat que PER2 és possiblement important en el desenvolupament del càncer. L'expressió de PER2 és significativament menor en pacients humans amb limfoma i leucèmia mieloide aguda.
La proteïna PER2 sembla ser important per a la proliferació d'osteoblasts, que ajuden a afegir densitat a l'os mitjançant una via que utilitza Myc i Ccnd1. Algunes mutacions de PER2 han demostrat que poden augmentar la tolerància a la quantitat d'alcohol que pot ingerir un ratolí mitjançant la reducció de la captació de glutamat.